# Феодор Скутариот
Феодор Скутариот (греч. Θεόδωρος Σκουταριώτης; около 1230, Никейская империя — после 1283) — византийский религиозный деятель, митрополит Кизикский, историк, летописец, высокопоставленный чиновник и дипломат времён правления Михаила VIII Палеолога.

## Биография
Член группы учёных, сформировавшейся вокруг просвещенного никейского императора Феодора I Ласкаря (1254—1258).
В 1256 году принимал участие в походе против Болгарии. Находился в дружеских отношениях с константинопольским патриархом Арсением Авторианом, в годы правления которого имел сан диакона и служил ответственным за приём и подачу петиций (επί των δεήσεων).
С 1270 года служил дикеофилаксом (δικαιοφύλακας) и сакелларием в храме Святой Софии в Константинополе. Был сторонником заключения унии с католической церковью.
После 1274 года стал митрополитом г. Кизик в Мисии. В 1277 году Феодор Скутариот вместе с учёными мужами Георгием Метохитом и Константином Мелитиниотом с дипломатической миссией ездили, как делегаты к Папе Римскому Иоанну XXI. Служил послом византийского императора к Папе Римскому Николаю III.
С приходом к власти императора Андроника II Палеолога (1272—1328) Феодор Скутариот как активный сторонник унии был в начале 1283 года лишён кафедры и вскоре умер.
Феодор был автором «Хроники», дополнившей «Историю» Георгия Акрополита, основного источника по истории Никейской империи, и охватывающей события от сотворения мира до 1261 года. Автор ценной информации о событиях, связанных с началом борьбы Болгар против византийского владычества и создания Второго Болгарского царства (1185), о нашествиях печенегов на Византию и др.